# Joachim Scharloth

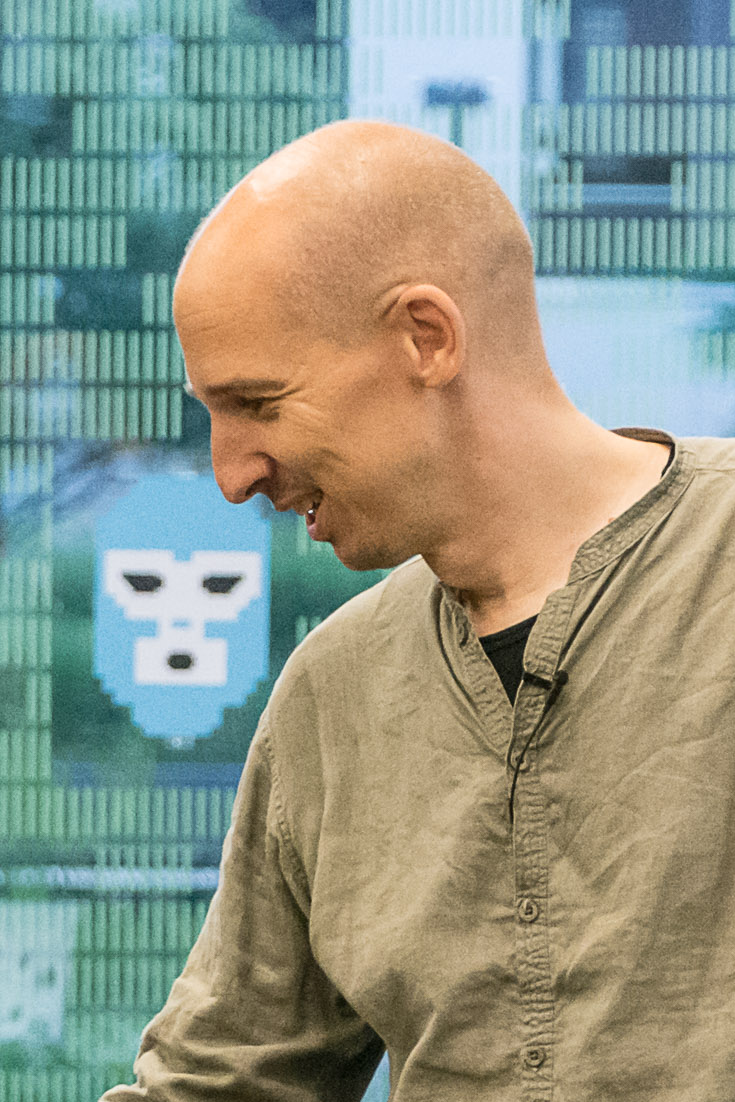
Joachim Scharloth (2016)

Joachim Scharloth (* 1972) ist ein deutscher Linguist und Hochschullehrer. Von 2012 bis 2017 war er Inhaber der Professur für angewandte Linguistik an der Technischen Universität Dresden. Seit
Oktober 2017 ist er Professor für German Studies an der Waseda-Universität in Tokyo.

## Werdegang
Nach dem Abitur 1991 am Franziskanergymnasium Kreuzburg in Großkrotzenburg und Zivildienst am St.-Vincenz-Krankenhaus in Hanau studierte Scharloth Germanistik, Politische Wissenschaft und Philosophie zunächst bis 1995 an der Johannes Gutenberg-Universität Mainz und schloss dies dann 1998 als Magister Artium an der Ruprecht-Karls-Universität Heidelberg ab. Mit einem Promotionsstipendium des DFG-Graduiertenkollegs schrieb er anschließend an den Universitäten Heidelberg und Mannheim seine Dissertation. 2002 wurde er mit einer Arbeit über „Sprachnormen und Mentalitäten. Sprachbewusstseinsgeschichte in Deutschland im Zeitraum von 1766 bis 1785“ promoviert.
Von 2002 bis 2009 forschte Scharloth als wissenschaftlicher Assistent am Lehrstuhl von Angelika Linke am Deutschen Seminar der Universität Zürich. Parallel forschte und lehrte er zeitweise an der Universität Linköping in Schweden sowie der Waseda-Universität in Tokio. Im Mai 2008 erfolgte seine Habilitation an der Philosophischen Fakultät der Universität Zürich, gemeinsam mit Noah Bubenhofer gründete er das semtracks - Laboratory for Computer Based Meaning Research an der Universität Freiburg i. Br. Nach einer Vertretungsprofessur an der Universität Freiburg sowie einer Gastprofessur an der Universität Zürich folgte er 2010 dem Ruf auf eine Professur an der Dokkyō-Universität in Tokio, bis er 2012 dem Ruf auf eine Professur an der Technischen Universität Dresden folgte. 2013 und 2014 forschte er mehrfach als Gastwissenschaftler an der Waseda-Universität Tokio (Japanese Society for the Promotion of Science), 2014 nahm er eine Gastprofessur an der University of Kentucky im Department of Modern and Classical Languages wahr. Seit 2017 hat Scharloth die Professur für German Studies an der Waseda-Universität in Tokyo inne. Parallel ist er seit 2021 Gastprofessor an der Universität Heidelberg.

## Publikationen (Auswahl)
- mit Kathrin Fahlenbrach, Martin Klimke: Protest Cultures. Berghahn Books. März 2016. ISBN 978-1-78533-148-0
- Sprachnormen und Mentalitäten: Sprachbewusstseinsgeschichte in Deutschland im Zeitraum von 1766–1785. Dissertation. 2005. ISBN 978-3-484-31255-5
- 1968: eine sprachwissenschaftliche Zwischenbilanz. Verlag Walter de Gruyter 2012. ISBN 978-3-11-025471-6
- mit David Eugster, Noah Bubenhofer: Das Wuchern der Rhizome. Linguistische Diskursanalyse und Data-driven Turn. ISBN 978-3-531-17294-1